# Xian de Jeminay
Cette page contient des caractères spéciaux ou non latins. S’ils s’affichent mal (▯, ?, etc.), consultez la page d’aide Unicode.
Le xian de Jeminay (吉木乃 ; pinyin : Jímùnǎi Xiàn ; ouïghour : جېمىنەي ناھىيىسى / Ceminey Nahiyisi) est un district administratif de la région autonome du Xinjiang en Chine. Il est placé sous la juridiction de la préfecture d'Altay.

## Démographie
La population du district était de 35 679 habitants en 1999.